# Parafia Najświętszej Maryi Panny Matki Kościoła w Bydgoszczy
Parafia Najświętszej Maryi Panny Matki Kościoła w Bydgoszczy – rzymskokatolicka parafia w Bydgoszczy.

## Historia
Parafia została erygowana w 1971 roku. Do roku korzystała z kaplicy cmentarnej przy ul. Kossaka. W latach 1981–1983 zbudowano nowy kościół. Należy do dekanatu Bydgoszcz III.

## Proboszczowie
- ks. Andrzej Rosa (1971–2005)[1]
- ks. Piotr Raszka (2005– )[1]

## Galeria

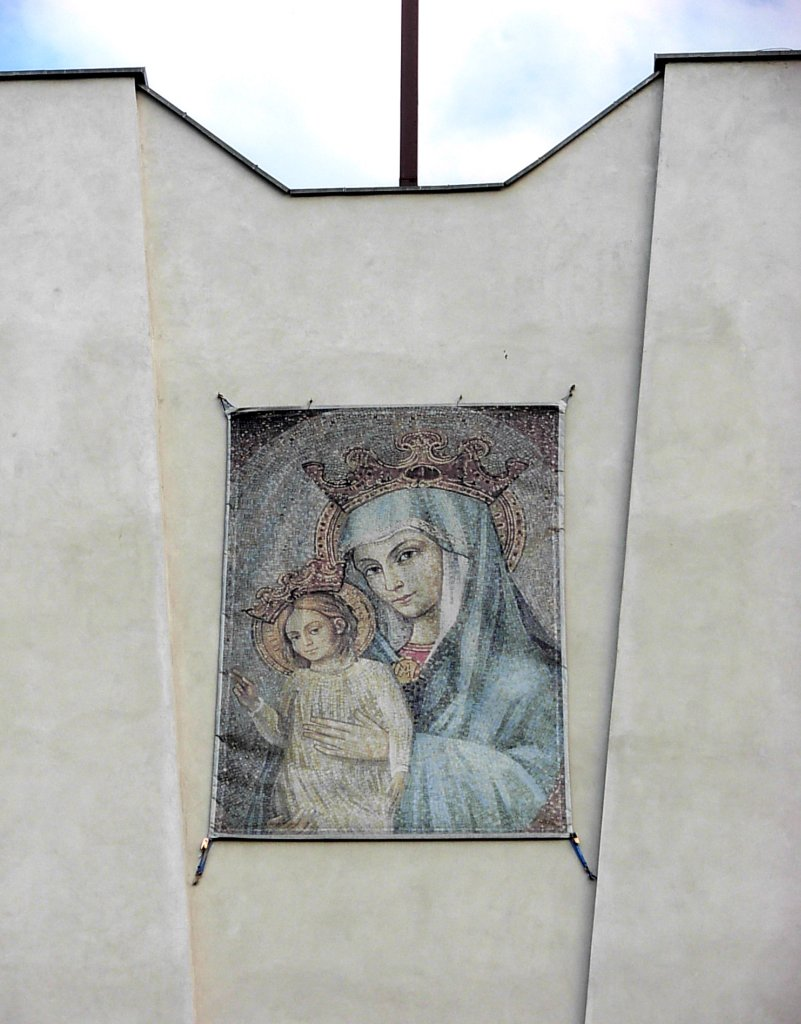
Portret Matki Bożej na frontonie kościoła